# Озденёрен, Расим
Расим Озденёрен (тур. Rasim Özdenören; 20 мая 1940, Кахраманмараш — 23 июля 2022, Анкара) — турецкий писатель

.

## Биография
Родился 20 мая 1940 года в семье Хаккы Озденёрена и его жены Айше. У Расима был брат-близнец Алаэддин и две сестры, Неджибе и Недиме.
Учился в школах Сакарьи и Малатьи. В 1955 году поступил в лицей в Мараше. Во время учёбы там познакомился с Джахитом Зарифоглу и Эрдемом Баязытом, все трое публиковались в журнале, издававшемся Нури Пакдилем. После окончания лицея поступил в юридический лицей при Стамбульском университете, но бросил его, переведясь в лицей журналистики.
Большое влияние на Расима Озденёрена оказали Саит Фаик, Сезаи Каракоч и Неджип Фазыл, с двумя последними Озденёрен лично познакомился в 1962 году.
В 1967—1975 годах работал в организации государственного планирования (ОГТ), в 1975—1978 годах — в министерстве культуры, затем до 2005 года вновь работал в ОГТ.
Умер 23 июля 2022 года больнице Медицинского факультета Анкарского университета.

## Творчество
Известен своими короткими рассказами. Написал четыре сборника, первый из которых был издан в 1967 году. В 1974 году был издан самый известный сборник рассказов «Полифоническая смерть» (тур. Çok Sesli Bir Ölüm).